# Zaida Ben-Yusuf
Zaida Ben-Yusuf (21 de noviembre de 1869 - 27 de septiembre de 1933) fue una fotógrafa de retratos británica y residente en Nueva York conocida por sus retratos artísticos de estadounidenses ricos, elegantes y famosos durante el cambio de siglo XIX al XX.
En 1901, Ladies' Home Journal la presentó junto a otros seis fotógrafas como "Las fotógrafas más destacadas de Estados Unidos".
En 2008 la Galería Nacional de Retratos montó una exposición dedicada exclusivamente al trabajo de Ben-Yusuf, restableciéndola como una figura clave en el desarrollo temprano de la fotografía de bellas artes.